# Северная Песчанка
Северная Песчанка (Песчанка) — река в России, течёт по территории Заполярного района Ненецкого автономного округа. Устье реки находится в 6 км по левому берегу реки Кабановка. Длина реки составляет 24 км.

## Данные водного реестра
По данным государственного водного реестра России относится к Двинско-Печорскому бассейновому округу, водохозяйственный участок реки бассейна Белого моря от мыса Воронов до мыса Канин Нос.
Код объекта в государственном водном реестре — 03030000312103000051004.